# Gratien Michaux
Elie-Gratien-Nicolas Michaux, né le 25 juin 1871 à Rangecourt (Haute-Marne) et mort le 16 août 1943 à Ajaccio (Corse), est un ingénieur français. 

## Biographie
Diplômé de l'École nationale supérieure d'arts et métiers de Châlons-sur-Marne en 1890, Gratien Michaux prendra une grande part dans la création d'un musée de l'automobile dans cette même école.

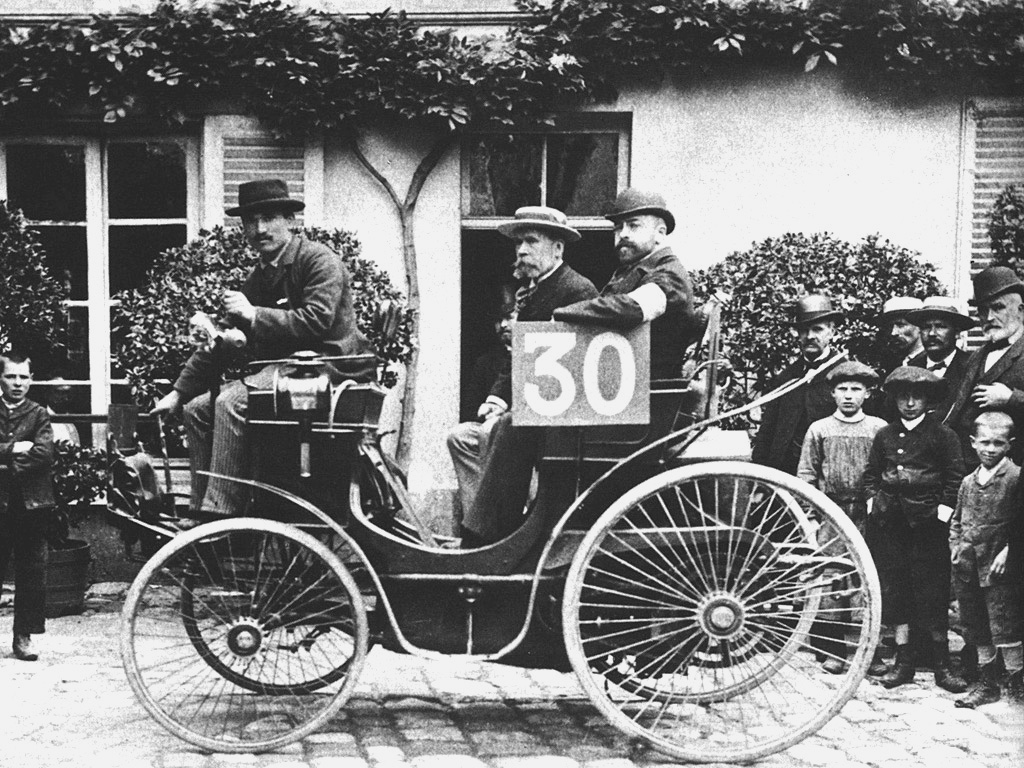
G. Michaux au Paris-Rouen 1894 (Peugeot).

Il débute comme ingénieur-chef d'études en 1890 à la maison Peugeot. Dès 1894, il conçoit le premier moteur français pour les automobiles Peugeot, à Sochaux. Il participe cette même année à la première compétition automobile organisée par Le Petit Journal, de Paris à Rouen, épreuve pour laquelle il arrive neuvième sur Peugeot phaeton 3hp.
Doté d'une grande inventivité, il crée l'année suivante la première voiture Gladiator, suivie par les voitures Elan (1898) et Gillet-Forest (1899). 
Ses travaux sur l'alcool-moteur, de 1900 à 1902, lui valent un premier prix à l'Exposition de l'alcool de Dunkerque en 1901, pour le moteur Supra à alcool.
Il dépose de nombreux brevets (112) de 1894 à 1917, portant sur l'amélioration des moteurs, sur la création d'appareils mécaniques divers et sur le perfectionnement des moteurs pour l'aviation et la marine. De 1903 à 1912, il participe à la création des motocyclettes et voitures Lion-Peugeot, pour la course et le tourisme. Certaines inventions sont appliquées au matériel militaire durant la Première Guerre mondiale.
Il se retire ensuite en Corse, mais continue à créer :
- marine : étude d'une torpille à trajectoire concentrique, treuil pour le relevage des filets anti-sous-marins ;
- aviation : étude sur l'autogyre, d'une pompe à injection pour moteur d'avion, de la réutilisation des gaz d'échappement pour la propulsion des aéronefs.

Dans l'ancienne école de la ville natale, l'espace culturel Gratien Michaux lui est dédié. On y trouve notamment le premier moteur Peugeot.

## Principales créations et principaux brevets de 1894 à 1917
1. 1894 : Trains baladeurs multiples des changements de vitesse.
2. 1895 : Création, étude et mise au point de la bicyclette à pétrole Hildebrand et WolfMuller pour la maison Rudge au Vésinet.
3. 1895 : Création, étude et mise au point de la voiturette Gladiator, exposée au Salon du Cycle de 1895, moteur 4 litres à 2 cylindres, un essieu moteur à 2 vitesses par 2 embrayages à friction et engrenages toujours en prise.
4. 1895 : Création, étude et mise au point d'un générateur à pétrole et air combiné pour la marche du gaz d'une turbine à vapeur Laval.
5. 5 décembre 1895 : Bec à incandescence dans le vide et récupérateur de chaleur (Michaux et Main).
6. 1896 : Étude et mise au point des deux modèles de voiturettes Clément exposées au Salon du Cycle. Moteur 4 temps à 2 cylindres à ailettes et à circulation d'eau. Changement de vitesse à 3 trains baladeurs par un seul levier. Essieu moteur avec traction par une chaîne centrale. Embrayage mécanique à segments (la première application de l'embrayage mécanique avec régulateur sur l'admission).
7. 30 octobre 1896 : Embrayage progressif pour voitures automobiles et autres destinations (Clément et Michaux).
8. 30 novembre 1896 : Chauffage à pétrole (Michaux et Main).
9. 1897 : Brevet N 260191 - Embrayage progressif pour voitures automobiles (Michaux et Clément).
10. 1897 : Création, étude et mise au point du système horizontal Peugeot, de l'embrayage à friction Peugeot, à effets multiples et de la voiture automobile Peugeot, avec changement de vitesse à trois trains baladeurs, manœuvrés par un seul levier. Étude et mise au point d'un quadri-cycle avec changement de vitesse progressif.
11. 1897 : Création, étude et mise au point d'un quadri-cycle tandem pour la Société d'Automobilisme. Moteur vertical équilibré à 2 cylindres verticaux à ailettes (Première application de l'échappement anticipé sur les moteurs à 4 temps). Direction à volant par une crémaillère. Traction par 2 chaînes. Roulement à billes. Carburateur spécial à niveau constant.
12. 1898 : Création, étude et mise au point des voiturettes Élan, exposées au Salon des Tuileries. Même moteur que ci-dessus (Première utilisation du ventilateur pour réfrigérer les ailettes). 
  1. Changement de vitesse à 3 trains baladeurs par un seul levier.
  2. Embrayage métallique conique et avec une spirale en aciers combinés.
  3. Traction par 2 chaînes. Roulements à billes.
13. 1899 : Création, étude et mise au point de la voiture Gillet, Forest et Cie avec moteur horizontal. Régulateur avec came progressive sur l'échappement.
  1. Double allumage, électrique et à bruleur.
  2. Changement de vitesse avec un seul train baladeur, 3 vitesses et marche arrière. (Première application de la prise directe en 3e). Essieu moteur par traction à cardan central et longitudinal avec tête de cardan à carré sphérique.(première voiture à cardan de ce genre avant la voiturette Renault). Radiateur condenseur de vapeur. Circulation d'eau intermittente à niveau constant.
  3. Nouveau carburateur à niveau constant à réglage de débit d'essence (a eu pendant plusieurs années les premiers prix de consommation).
14. 1899 : Création, étude et mise au point de la voiturette Diva à 2 places avec moteur à ailettes et ventilateur. Essieu-moteur à traction à chaîne centrale. Voiturette remarquable par sa simplicité et son poids : 200 kg en charge.
15. 1899 : étude pour la maison De Dietrich de la première voiture à chaîne avec moteur Bollée. Création d'un embrayage spécial à 2 cônes de friction inverse équilibrés et se manœuvrant simultanément.
16. 1899 : création, étude et mise au point des voiturettes Bardou à moteur de 8 chevaux et 12 chevaux.
17. 1900-1901 : création, étude et mise au point de 2 voitures à moteur de 8 chevaux et 24 chevaux. Moteur spécial absolument équilibré sans aucun contrepoids (la voiture 24 chevaux était munie d'une carrosserie à entrée latérale dessinée par Gratien Michaux, première apparition de ce genre). Embrayage métallique à segments.
18. 15 février 1900 : brevet N 297248 - Carburateur pour moteur à pétrole (Michaux et Schreiner). Brevet N 297247 - Dentures d'engrenages et sa fabrication (Michaux et Schreiner).
19. 24 février 1900 : brevet N 297580 pris en Angleterre - Allumage simultané pour moteurs (Michaux et Schreiner).
20. 26 mars 1900 : brevet N 299556 - Embrayage conique à frictions ('Michaux et Schreiner).
21. 27 mars 1900 : brevet N 299654 - Poulie de transmission (Michaux et Schreiner).
22. 10 avril 1900 : brevet N 299131 pris en Angleterre - Frein pour automobiles (Michaux).
23. 26 avril 1900 : brevet N 299726 - Distribution à un seul jeu de soupapes et allumage unique (Michaux).
24. 11 mai 1900 : brevet N 300232 pris en Angleterre - Mécanisme de commande pour le réglage de l'allumage électrique (Michaux).
25. 12 novembre 1900 : brevet N 305314 - Dispositif de circulation d'eau (Michaux).
26. 1901 : première application des joints de flexion à la transmission depuis le moteur jusqu'aux roues, pour éviter les déformations de châssis.
27. 1901 : première application des amortisseurs à ressort dans la transmission.
28. 1901 : essieu moteur avec traction par deux cardans transversaux.
29. 1901 : roues sur fusées fixes.
30. 1901 : première grosse voiture 24 cv construite à cardan.
31. 1901 : régulateur spécial mettant automatiquement l'allumage au retard en se servant de la manivelle pour la mise en marche.
32. 1901 : première application du radiateur au-dessus du volant moteur.
33. 1901 : première application du ventilateur dans le volant moteur.
34. 1901 : changement de vitesse à 3 et 4 vitesses et marche arrière, les engrenages toujours en prise, les changements s'effectuant par une croix de malte, se déplaçant à l'intérieur de l'arbre.
35. 27 juin 1901 : brevet N 317627 - Mécanisme de transmission de mouvement directe à réduction de vitesse et changement de marche (Michaux).
36. 7 novembre 1916 : brevet N 87050 - Distribution à soupapes multiples pour moteur à explosion (Michaux).
37. 8 décembre 1916 : brevet N 87789 - Mécanisme de commande à un seul arbre des soupapes de moteur à explosion (Michaux).
38. 19 décembre 1916 : brevet N 497937 - Roulements à billes à butées axiales pour moyeux et autres applications (Michaux).
39. 1917 : étude de mécanismes de tir à travers l'hélice et commande de génératrices adopté par les avions à moteur rotatifs Gnome.